# Брайън Хейг
Брайън Хейг (на английски: Brian F. Haig) е американски писател, автор на бестселъри в жанра политически трилър, и военен коментатор на „Фокс Нюз“.

## Биография
Брайън Хейг е роден на 15 март 1953 г. във Форт Нокс, САЩ, в семейството на Александър Хейг и Патриша Фокс. Баща му Александър Хейг е бивш държавен секретар на САЩ (1981 – 82) по времето на Роналд Рейгън. Има брат Александър и сестра Барбара.
Завършва военната академия „Уест Пойнт“ през 1970 г. с бакалавърска степен и като лейтенант от пехотата. Първото му назначение е в охранителен батальон на ракетите „Пършинг“ в Германия. След това три години работи като пехотен командир във Форт Карсън, Колорадо. През 1975 г. е изпратен като стажант в Организацията на Обединените началник-щабовете и работи в оперативната дирекция на мироопазващата операция в Ливан.
По препоръка на армейското командване е изпратен да учи в Харвард и завършва с магистърска степен по публична администрация, и в университета „Джорджтаун“, който завършва с магистърска степен по военна стратегия.
В следващите три години работи по глобалната стратегия на военния персонал, разработването на регионалните военни планове за Югозападна Азия и срещу Съветския съюз, разработването на военния бюджет, и е съветник на висшето ръководство на армията на глобални въпроси.
През 1989 г., след кратко пребиваване в батальона „Брадли“ в Германия се прехвърля в Сеул, където три години е специален асистент на главнокомандуващия на Организацията на обединените нации и Обединеното командване в Република Корея и работи по създаване на нова военна стратегия по отношение на Северна Корея след епохата Студената война.
Неговите последни четири години на активна служба са като специален асистент на председателя на началник-щабовете, по подготовка на всички изказвания, брифинги, публични изявления и свидетелски показания в Конгреса, както и предоставяне на консултации на председателя на стратегическите, глобални и азиатски регионални въпроси.
След 22 години в армията, той се пенсионира като подполковник през лятото на 1997 г. Носител е на различни отличия и награди за своята служба – „Airborne wings“, „Ranger“, два „Legion of Merit“ и медал за добра служба.
Хейг се насочва към частния бизнес. Първоначално става директор, а след това председател на компанията „Erickson Air-Crane“, производител и оператор на най-тежкотоварния хеликоптер в света. След това работи една година като председател на „International Business Communications“, компания за интернет продажба на авиационните части.
Хейг обича да чете и много харесва произведенията на Джон Гришам, Нелсън Демил, Джон Санфорд, Винс Флин..., които са „бързооборотни и остроумни“. През 2000 г., макар да е в края на 40-те си години и с 4 деца, решава да опита да напише книга въз основа на богатия си военен и политчески опит.
Първият му роман „Тайно разрешение“ е публикуван през лятото на 2001 г. и е обявен за национален бестселър от „Washington Post“. С него се ражда и серията за майор Шон Дръмънд – „Булдога“, бивш участник в специални операции и настоящ военен адвокат от „Judge Advocate General Corps“. Той е популярен сред колегите си със своя остър ум, хаплив език и твърде непочтително отношение към всякакви институции и чинове. Именно със със своите човешки слабости и целеустременост става популярен сред читателите.
Оттогава почти всяка година Хейг пуликува по един роман, които се нареждат сред бестселърите. Той пише и статии за „New York Times“, „USA Today“ и „Vanity Fair“.
След серията от шест романа за Шон Дръмънд Хейг се насочва към други теми с романите „Преследваният“ и „Игра за милиарди“. През август 2010 г., Хейг подписва сделка за нова серия от две книги, за които ще си сътрудничи с известния писател Винс Флин.
Романът „Тайно разрешение“ е предпочетен от Никълъс Кейдж и неговата продуцентска компания за създаване на бъдещ филм.
Брайън Хейг живее много щастливо със съпругата си Лиса и 4-те си деца в Пенингтън, Ню Джърси.

## Произведения

### Серия „JAG Шон Дръмънд“
- Тайно разрешение, Secret Sanction (2001)
- Врагове по неволя, Mortal Allies (2002)
- Кукловодът, The Kingmaker (2003)
- Частен сектор, Private Sector (2004)
- Убиецът на президента, The President's Assassin (2005)
- Посредникът, Man In The Middle (2007)
- Нощната смяна, The Night Crew (2015)

### Самостоятелни романи
- Преследваният, The Hunted (2009)
- Игри за милиарди, The Capitol Game (2010)
- Неозаглавен, Untitled (2013) – с Винс Флин

В България книгите на Хейг се издават от издателство „Обсидиан“.